# Чжэнь Цзю Да Чэн
Чжэнь цзю да чэн (кит. 针灸大成) — наиболее полный и авторитетный в традиционной китайской медицине, иллюстрированный энциклопедический трактат по акупунктуре и смежной лечебной проблематике. В переводе с китайского — «Чжэнь цзю да чэн» означает «Большие достижения акупунктуры».
Трактат составлен выдающимся потомственным врачом Ян Цзичжоу (杨继洲; 1522—1620) на основе наследовавшегося в его семье придворных лекарей описания их медицинской практики «Вэй шэн чжэнь цзю сюань цзи би/ми яо 玄机秘要» («Тайная суть сокровенного механизма охраняющего здоровье иглоукалывания и моксоприжигания»), собственного огромного опыта и материалов из более чем 20 произведений предшественников. Первое издание трактата состоялось в 1601 году, когда автору было почти 80 лет, с редактурой Цзинь Сяня (靳贤) и предисловиями министра чинов Ван Гогуана (王国光) и цензора провинции Шаньси Чжао Вэньбина (赵文炳), оплатившего публикацию в благодарность за излечение от онемения. Переиздания последовали в 1657, 1681, 1737, всего 28 в эпоху Цин и более 50 к настоящему времени. Трактат получил известность в сопредельных странах (Корее и Японии), переведен на русский язык (Б. Б. Виногродский, 2007).
Трактат «Чжэнь цзю да чен» состоит из десяти цзюаней (глав):
- Цзюань 1 — посвящён теоретическим основам чжэнь цзю и содержит комментированные извлечения из «Хуан-ди нэй-цзина» («Канон о внутреннем Хуан-ди») и «Нань-цзина» («Канон трудностей»);
- Цзюань 2 и 3 — составляют оды (фу [7]) и песни (гэ [4]) о чжэнь цзю;
- Цзюань 4 — описана методика иглоукалывания;
- Цзюань 5 — посвящён координации акупунктурных каналов и основных точек с временными циклами и нумерологическими (сяншучжи-сюэ) схемами;
- Цзюань 6 и 7 — рассмотрены меридианы и коллатерали (цзин ло), расположенные на них и вне их точки, эротология и гимнастика дао-инь;
- Цзюань 8 — способы лечения различных болезней 23-х видов;
- Цзюань 9 — моксоприжигание и методы знаменитых врачей;
- Цзюань 10 — Трактат «Чжэнь сяоэр аньмо цзин», описывающий приёмы визуальной диагностики и массажа, в особенности детского.